# グッドモーニング, ベトナム
『グッドモーニング, ベトナム』（英語: Good Morning, Vietnam）は、1987年製作のアメリカ映画。「AFVN」（米軍ベトナム放送）の1人のDJが、兵士達を笑いとロックで癒し、ベトナム人と触れ、戦争の冷酷さに翻弄される5か月間を描いた、ベトナム戦争映画の中でも異色の作品。
主演のロビン・ウィリアムズはアカデミー主演男優賞とゴールデングローブ賞主演男優賞に推され、ゴールデングローブ賞を受賞している。

## 概要
ベトナム戦争の拡大期の1965年、アメリカが南ベトナムに兵を送り込み続けていたサイゴン（現・ホーチミン市）とその近辺を舞台に、兵士の士気高揚のために前の任地から送り込まれた1人の空軍兵DJが、AFNで規則無視のハイテンションで型破りなラジオ放送を行う。主人公のエイドリアン・クロンナウアは実在の人物で、除隊後は弁護士をしていた。
最終階級は軍曹。また登場する番組はクロンナウアが1965年から1966年までAFVN（Armed Forces Viet-nam Networks、ベトナムアメリカ軍放送）で担当していた「Dawn Buster」をモデルにしたもので、ストーリーの多くが本人の体験に基づく。
『レインマン』のバリー・レヴィンソン監督がメガホンを取り、ロビン・ウィリアムズが人間味溢れる型破りなDJ・クロンナウアを演じている。サイゴン市内におけるベトコンによる爆弾テロなどのシーンこそあるものの、交戦シーンや残酷なシーンなど、戦争映画に付き物のシーンが比較的少ない点が、他のベトナム戦争映画と一線を画する。
他のベトナム戦争映画に多くみられるような、あからさまな反戦、あるいは戦争の美化を謳いはしないが、戦争のむなしさや冷酷さ、アメリカ軍内の硬化した体質や情報操作、アメリカ人のベトナム人に対する人種差別やベトナム人女性蔑視、そしてアメリカによる他国への一方的な価値観の押し売りを、柔らかに批判した快作と評され、ロビン・ウィリアムズがゴールデングローブ賞主演男優賞を獲得、アカデミー賞主演男優賞候補にもなるなど高い評価を得ている。

## あらすじ

### 新任DJ
1965年、アメリカは「反共の南ベトナムへの支援」を名目にベトナムに将兵を送り込み続け、戦況は拡大の一途を辿り、サイゴン市内でもベトコンによるテロが頻発するようになっていた。その様な状況下、軍サイゴン放送局の局長・テイラー准将は、兵の士気高揚のため、ギリシャのクレタ島から1人の人気DJを呼び寄せる。エイドリアン・クロンナウア空軍上等兵（ロビン・ウィリアムズ）である。ユナイテッド航空のダグラス DC-8で到着したクロンナウアは、陽気なガーリック陸軍上等兵（フォレスト・ウィテカー）に迎えられタンソンニャット空軍基地から局へと向かうが、さっそく現地のアオザイの女性に目を奪われる。
局へ着いたクロンナウアは軍指定の推薦曲を無視し、「グーッモーニン、ヴィエットナーム!!」のシャウトと共に、マシンガントークとロックンロールで放送を始める。ギャグ・ジョーク・皮肉・物真似満載のDJトークは、ガーリックやドライウィッツ（ロバート・ウール）、ラジオ局内、戦場の兵達に熱烈な支持を受ける。しかし、上官2人――ギャグのセンスがかなりズレているホーク少尉（ブルーノ・カービー）と、上司で軍規を重視する元特殊部隊隊長のディッカーソン曹長（J・T・ウォルシュ）――は、それを苦々しく感じていた。

### トリンとツアン
外のGIバーに出かけたクロンナウアは、アオザイ姿の少女に一目惚れし、金銭に糸目をつけず、無理矢理自転車を調達して追いかける。その様子は、南ベトナムを圧倒的な金銭と物量で「支援」するアメリカ軍の姿そのものだった。たどり着いた先は、アメリカ軍がベトナム人との交流促進を図り主催している英語教室。彼は、米軍下士官の教師に賄賂を握らせ、代わりに「生きた英語」と称してスラングたっぷりの授業を行う。最初は当惑していた生徒たちだが、だんだんとクロンナウアのトークに乗ってきた。教室が終わり、アオザイの少女トリン（チンタラ・スカバタナ）を口説こうとするクロンナウアを、トリンの兄ツアン（ドゥング・タン・トラン）が制止する。
ツアンは「アメリカ人は皆ベトナム女性を口説いてしまう」と思っているし、クロンナウアはベトナム女性の繊細さと純情さを理解しようとすらしていなかった。しかしツアンは親交の証にと、屋台で魚団子のニョクマムスープを食べさせる。辛くてむせるクロンナウアを笑うツアン。その後、クロンナウアはツアンを連れて南ベトナム人が経営するアメリカ兵向けのGIバーに行くが、そこで居合わせた粗暴なアメリカ兵がツアンを｢グーク（gook。ベトナム人及びアジア系に対する差別的呼称）｣と馬鹿にして突き飛ばしてしまったため、クロンナウアはそのアメリカ兵達と殴り合いの喧嘩をしてしまう。彼は「友人」であるツアンのために身体を張ったのだった。

### 爆弾テロ
ただでさえクロンナウアを快く思っていなかった上官達は、この件で更に神経質になる。テレタイプが次々と打ち出すニュースは国防総省スタッフにより検閲され読めない。クロンナウアは自ら考えだしたアドリブで、ニクソン元副大統領を笑いのネタにしたあと、局を出た。
GIバーで飲んでいたところ、ツアンに「トリンが会いたがっている」と強く誘われる。注文した飲み物を飲み干すことも出来ずに店を出た直後、バーに仕掛けられていた爆弾が爆発。ショックを受けながらも死傷者を運ぶクロンナウア。服に血がついたまま局に戻り、テレタイプが刻むこの事件のニュースを放送しようとしたが、国防総省の検閲官と「事件は公式に存在しない」とするディッカーソンに制止される。普通に放送を始めた彼は、しばし沈黙し、そして爆弾テロのニュースを「非公式情報」として報じ始める。上官達はすぐにスタジオの電源を切らせテイラーに上奏。テイラーは、彼に停職を言い渡さざるを得なくなった。

### 落胆
ツアンは落ち込んでいるクロンナウアを自分の村へ連れて行く。ベトナムの農村と農民の朴訥さに触れるが、そこでトリンに「友達にもなれない、私たち違いすぎる、友達違う」と、たどたどしい英語で断られる。
局ではクロンナウアに代わりホークがDJを務めるが、寒いジョークを飛ばしポルカをかける彼の放送を聞いた兵士達から、罵倒と共に「クロンナウアに戻せ」という電話と手紙が殺到する。手紙だけで1,100通。戦場の兵士達は笑いに飢えていたのだ。テイラーはクロンナウアの停職を解くが、クロンナウアは復帰を拒否する。真実のニュースも読めない、皮肉も言えない。クロンナウアは辞めるつもりだった。

### 復活
必死に説得するガーリックとジープに乗るが、道は故障車により通行できなくなった米第1歩兵師団のトラックでいっぱいだった。ガーリックはトラックの兵達に「ここにいるのは誰だと思う？……あのクロンナウアだ！」と紹介。「ホントか？」、「いつものアレをやってくれ」という兵達のリクエストに、最初は嫌がっていたものの、ミック・ジャガーのモノマネによるシャウトからマシンガントークへ。兵達から名前や出身地を聞き、それをネタにトークを繰り広げる。笑顔を見せる兵士たち。やがて道が開け、トラックがニャチャンの戦場に向け出発していく。腕を振り上げてクロンナウアに別れを告げる兵士達。クロンナウアは「君たちを忘れない」と、笑顔でそれを見送る。その後の放送で、クロンナウアはトラックの兵達に捧げると前置きしてルイ・アームストロングの「この素晴らしき世界」をかける。

### 戦場へ
クロンナウアは戦場からDJをやりたいと申し出る。ディッカーソンは、現地アンラクへのルートがベトコンの支配地域で、アメリカ兵にとって非常に危険であるために立ち入りが禁止されているのを知った上で、それを許可する。
案の定、クロンナウアとガーリックが乗ったジープはベトコンの仕掛け爆弾で横転してしまう。見つからずにベトコンをやり過ごした彼らは徒歩で移動する。一方、ツアンはクロンナウアが授業に出てこないことを心配して、局まで走る。アン・ラクに向かったことを知ったツアンは、車を盗んでまで彼らを追いかける。横転したジープの近くで2人を見つけるが、盗んできた車のエンジンがかからない。アメリカ軍に燃やされた村までたどり着いた時、運良く海兵隊のヘリが通りかかって3人をサイゴンに送り返してくれた。

### 名誉除隊
しかしその後、ディッカーソンはクロンナウアに名誉除隊を言い渡す。クロンナウアが「親友」だと思っていたツアンは、実は南ベトナム解放民族戦線（ベトコン）の一員で、GIバー爆破の下手人。“ツアン”も変名だったのだ。アン・ラクという、南ベトナム人にとってさえ危険な地域をクロンナウアを追って行き、2人を連れ帰らすことが出来たのもそのためであった。
クロンナウアはディッカーソンに捨てぜりふを残して去る。怒って追いかけようとしたディッカーソンをテイラーが制止し「君はあまりにやり過ぎだ、グアムへ異動だ」と告げる。テイラーはディッカーソンがアン・ラクが危険だと知りながら、クロンナウアに取材に行く許可を出したことを知っていた。ディッカーソンは横紙破りを繰り返すクロンナウアを戦死させるつもりだったのだ。兵士を癒すことが目的のAFNに、ディッカーソンの異常なまでの非情さと冷酷さは必要ないとの判断である。
クロンナウアは英語教室へ行き、トリンに「ツアンと親しいから除隊になった、彼の正体がばれたため彼の身が危ない、すぐに彼のところに連れて行け」と説得する。ツアンを見つけたクロンナウアは必死で追いかける。途中で見失ったクロンナウアは「親友だったのに、信じていたのに、敵だったなんて！」と叫ぶ。ツアンはその声に応えて姿を現し、「アメリカ軍の無差別攻撃で自分の母や周りの人達を亡くしたのだ、人間と思ってないからだ。敵は自らの利益のためにベトナムで戦うお前達じゃないか」と、涙ながらに反駁して姿を消す。親友との辛い別れと、アメリカ軍による南ベトナムへの「支援」は、実はアメリカによる一方的な善意の押し付け（を建前にした利益確保）であったという真実に、クロンナウアは悲嘆に暮れる。
タンソニャット基地に戻る前に、サイゴンの英語教室の生徒達と、ボールが無いので果物で代用してソフトボールをする。その場にトリンが最後の別れを言いに現れる。帰りのユナイテッド航空の旅客機に乗る寸前、クロンナウアは、ガーリックに自分が担当する最終回の録音テープを託す。それは「グッバイ、ベトナム！」から始まる。

## 出演者
| 役名                                         | 俳優                   | 日本語吹き替え版  | 日本語吹き替え版 |
| 役名                                         | 俳優                   | VHS版             | フジテレビ版     |
| -------------------------------------------- | ---------------------- | ----------------- | ---------------- |
| エイドリアン・ジョセフ・クロンナウア上等兵   | ロビン・ウィリアムズ   | 安原義人          | 江原正士         |
| エドワード・モンテスキュー・ガーリック上等兵 | フォレスト・ウィテカー | 水島裕            | 安西正弘         |
| ツアン                                       | ドゥング・タン・トラン | 松田洋治          | 鳥海勝美         |
| トリン                                       | チンタラー・スカパット | 佐々木優子        | 鈴鹿千春         |
| スティーブン・ホーク少尉                     | ブルーノ・カービー     | 三ツ矢雄二        | 真地勇志         |
| マーティー・リー・ドライウィッツ軍曹         | ロバート・ウール       | 安西正弘          | 竹村拓           |
| フィリップ・ディッカーソン上級曹長           | J・T・ウォルシュ       | 堀勝之祐          | 麦人             |
| テイラー少将                                 | ノーブル・ウィリンガム | 小林修            | 阪脩             |
| レビタン                                     | リチャード・ポートナウ | 池水通洋          | 桑原たけし       |
| フィル・マクファーソン軍曹                   | ジュニー・スミス       | 後藤敦            | 津田英三         |
| エディ・カーク                               | フロイド・ヴィヴィノ   | 村越伊知郎        | 田中正彦         |
| ウィルキー                                   | ウィルキー・クアイ     | 槐柳二            | 幹本雄之         |
| ジミー                                       | クー・バ・グエン       | 山下啓介          | 伊藤和晃         |
| エイバーソルド二等兵                         | リチャード・エドソン   | 永井寛孝          | 長島雄一         |
| リチャード・ミルハウス・ニクソン大統領       | 本人（記録映像）       | 仁内建之          | -                |
| ミン                                         | -                      | 牧野和子          | 峰あつ子         |
| スローン                                     | -                      | 根本泰彦          | -                |
| 軍曹                                         | -                      | 石井隆夫 小池浩司 | -                |

- VHS版吹き替え：1991年9月21日に株式会社バンダイから発売されたVHSにのみ収録（現在は絶盤）。Disney+での配信にも使用されている。
- フジテレビ版吹き替え：1993年1月4日0:15〜2:30に「NEW YEAR シネマJungle」で放送されて以降、一度もテレビで放送されていない。
- 2025年現在、ウォルト・ディズニー・ジャパン株式会社から発売されているDVDには、日本語吹き替え版は収録されていない。
- VHS版には、制作に株式会社テアトル・エコーが参加していることもあり、当時の劇団員が多数出演している。
- 江原正士は、この作品のフジテレビ版で担当して以降、ロビン・ウィリアムズの吹き替えを多数務めることになる。

## 制作者

### 映画製作者
- 監督：バリー・レヴィンソン
- 原作：ミッチ・マーコヴィッツ
- 製作：マーク・ジョンソン、ラリー・ブレズナー
- 共同製作：ベン・モーゼズ

### 日本語吹き替え版製作者
- VHS版
  - 翻訳：大野隆一、演出：石田勝心、調整：上村利秋、録音スタジオ：アバコ・クリエイティブ・スタジオ、制作：株式会社バンダイ／株式会社テアトル・エコー
- フジテレビ版
  - 翻訳：岩佐幸子、演出：福永莞爾、調整：山田均、効果：佐藤良介、制作：東北新社、担当：山形淳二（フジテレビ）

## 音楽

### 挿入曲
ルイ・アームストロングの1967年のヒット曲「この素晴らしき世界」がサウンドトラックに使われ、全米32位まで上昇というリバイバル・ヒットとなった。

### サウンドトラック
トラックリスト
1. ロビン・ウィリアムズ – "エイドリアン・クロンナウア" (2:09)
2. マーサ&ザ・ヴァンデラス – "Nowhere to Run" (2:55)
3. ザ・ビーチ・ボーイズ – "アイ・ゲット・アラウンド" (2:09)
4. en:Wayne Fontana & en:The Mindbenders – "The Game of Love" (2:04)
5. ロビン・ウィリアムズ – "エイドリアン・クロンナウア" (0:15)
6. サーチャーズ – "Sugar and Spice" (2:13)
7. ロビン・ウィリアムズ – "エイドリアン・クロンナウア" (0:47)
8. en:The Castaways – "Liar, Liar" (1:51)
9. ザ・ビーチ・ボーイズ – "en:The Warmth of the Sun" (2:47)
10. ロビン・ウィリアムズ – "エイドリアン・クロンナウア" (0:34)
11. ジェームス・ブラウン – "en:I Got You (I Feel Good)" (2:44)
12. ロビン・ウィリアムズ – "エイドリアン・クロンナウア" (0:08)
13. ゼム – "en:Baby, Please Don't Go" (2:40)
14. ロビン・ウィリアムズ – "エイドリアン・クロンナウア" (0:33)
15. マーヴェレッツ – ":en:Danger Heartbreak Dead Ahead" (2:28)
16. en:The Vogues – "en:Five O'Clock World" (2:19)
17. en:The Rivieras – "en:California Sun" (2:22)
18. ロビン・ウィリアムズ – "エイドリアン・クロンナウア" (1:21)
19. ルイ・アームストロング – "この素晴らしき世界" (2:17)

「エイドリアン・クロンナウア」というタイトルは、ウィリアムズのモノローグ。